# Lockheed Martin SR-72
Lockheed SR-72 je hyperzvukový, bezpilotní průzkumný letoun s kombinovaným pohonem proudovými-náporovými motory. Letoun je vyvíjen zvláštním oddělením Lockheed Skunk Works. Filozofie letounu je dosahovat takových rychlostí, které umožní průnik silně bráněným územím s téměř nulovou možností letoun ohrozit. Průlet kritickou oblastí je plánován maximální rychlostí M=6 (cca 7 408 km/h), kterou je letoun schopen udržovat několik minut.
V současnosti je dokončena fáze jedna a je připravována fáze dvě, tzn. stavba technologického demonstrátoru.
Koncept letounu je zahrnut do nově plánované obranné koncepce USA se zaměřením na rizika rostoucí v oblastech Dálného východu a Tichomoří do nichž spadá Rusko a zejména Čínská lidová republika, která významně pokročila ve vývoji výzbroje.

## Vývoj
Vývoj letounu začal již v roce 2007 a je rozdělen na tři fáze.

### První fáze
První fáze je fáze studie a vývoje potřebných technologií. Od roku 2007 společnost Lockheed spolupracovala s různými společnostmi na vývoji a testu potřebných technologií potřebných pro použití v budoucím letounu. Například se společností Aerojet Rocketdyne spolupracovala na vývoji motorů.

### Druhá fáze
V druhé fázi Lockheed vyrobí volitelně pilotovaný, jednomotorový, technologický demonstrátor o délce 18 m, u něhož je plánována stavba na rok 2018 a první vzlet v roce 2023.

### Třetí fáze
Ve třetí fázi po otestování demonstrátoru bude stavěn plnohodnotný letoun. Stavba je plánována na rok 2023.

## Specifikace

### Technické údaje
- Posádka: 0
- Rozpětí:
- Délka: cca 30 m
- Výška:
- Nosná plocha:
- Hmotnost prázdného stroje:
- Vzletová hmotnost:
- Pohonná jednotka: 2x kombinovaný proudový-náporový motor

### Pohon
Nová pohonná jednotka je společnou konstrukcí společností Lockheed a Aerojet Rocketdyne. Motor se skládá z kombinace proudového a náporového motoru se společným vstupním otvorem pro nasávání vzduchu a společnou výstupní tryskou. Část proudového motoru bude založena na některém z dostupných motorů Pratt & Whitney F100 nebo General Electric F110, které budou modifikovány, aby byly schopny krátkodobě dosáhnout rychlosti M=3. Po dosažení maximálního výkonu proudové části motoru se zapne náporová část motoru.

### Výkony
- Maximální rychlost: M=6 (cca 7 408 km/h) po dobu několika minut
- Cestovní rychlost:
- Pádová rychlost:
- Dolet: 5400 km
- Dostup:
- Vytrvalost:
- Zátěž křídel:
- Tah/Hmotnost:

### Výzbroj
- Přístrojové vybavení (senzory).

Primárním úkolem letounu je průnik do silně bráněného území za účelem jeho průzkumu.
Zvažována je však i integrace výzbroje do letounu. V úvahu je brán i fakt, že vzhledem k rychlosti letu, mohou být případně používané střely lehčí, protože potřebnou rychlostí již disponuje samotný letoun. Nižší hmotnosti je možné dosáhnout menší zásobou paliva potřebnou pouze pro manévrování v prostoru cíle.